# Sandro Spaeth
Sandro Spaeth (8 de junio de 1979) es un deportista suizo que compitió en ciclismo de montaña en la disciplina de campo a través.
Ganó una medalla de bronce en el Campeonato Europeo de Ciclismo de Montaña en Maratón de 2005.
Estudió Periodismo en la Schweizer Journalistenschule MAZ. Trabajó como redactor en el periódico suizo 20 Minuten.

## Medallero internacional
| Campeonato Europeo | Campeonato Europeo      | Campeonato Europeo | Campeonato Europeo |
| Año                | Lugar                   | Medalla            | Competición        |
| ------------------ | ----------------------- | ------------------ | ------------------ |
| 2005               | Frammersbach (Alemania) | Medalla de bronce  | Campo a través     |